# Laguna Salpetén
Laguna Salpetén är en sjö i Guatemala.   Den ligger i departementet Petén, i den norra delen av landet, 280 km norr om huvudstaden Guatemala City. Laguna Salpetén ligger 105 meter över havet. Arean är 2,9 kvadratkilometer. Omgivningarna runt Laguna Salpetén är en mosaik av jordbruksmark och naturlig växtlighet. Den sträcker sig 1,9 kilometer i nord-sydlig riktning, och 2,7 kilometer i öst-västlig riktning.